# جوجوتسو كايسن
جوجوتسو كايسن (باليابانية: 呪術廻戦) هي سلسلة مانغا يابانية من تأليف ورسم جيجي أكوتامي، ونشرت في مجلة شونن جمب الأسبوعية منذ مارس 2018. وتم جمع الفصول الفردية من جوجتسو كايسن ونشرها بواسطة شوئيشا، مع إصدار خمسة عشر مجلدًا اعتبارًا من مارس 2021. القصة تتبع طالب المدرسة الثانوية يوجي ايتادوري أثناء انضمامه إلى منظمة سرية مكونه من سحرة الجوجوتسو من أجل قتل لعنة قوية تسمى ريومن سوكونا، والتي أصبح يوجي مضيفًا لها. المسلسل هو تكملة لسلسلة شهرية من أربعة فصول تسمى مدرسة لعنة طوكيو متروبوليتان التقنية، والتي نُشرت في غيغا جمب التابعه لـ شوئيشا من أبريل إلى يوليو 2017، وتم إصدارها لاحقًا تحت عنوان جوجوتسو كايسن 0 في ديسمبر 2018. وتم الإعلان عن فلم يحمل نفس العنوان «جوجوتسو كايسن 0» وقد صدر في ديسمبر عام 2021.
وتم عرض الموسم الثاني في 2023
وتم ترخيص جوجوتسو كايسن لتصدار باللغة الإنجليزية في أمريكا الشمالية بواسطة فيز ميديا وتنشر المانجا مطبوعة منذ ديسمبر 2019. وايضا تنشر شوئيشا السلسلة باللغة الإنجليزية على تطبيق مانغا بلس والموقع الإلكتروني. تم إصدار كتابين رواية خفيفة من تأليف بالاد كيتاغوني تحت بصمة جمب جي بوكس في مايو 2019 ويناير 2020 على التوالي.وتم عرض مسلسل تلفزيوني من 24 حلقة من إنتاج مابا (إستديو) , تم بثه على MBS من أكتوبر 2020 إلى مارس 2021. الأنمي مرخص من كرانشي رول للبث خارج آسيا، والذي تم عرضه لأول مرة باللغة الإنجليزية في نوفمبر 2020. سيكون إصدار الموسيقى التصويرية للأنمي في أبريل 2021.
اعتبارًا من مارس 2022، باعت مانغا جوجوتسو كايسن أكثر من 65 مليون نسخة، بما في ذلك الإصدارات الرقمية وجوجوتسو كايسن 0 والروايات، مما يجعلها واحدة من أفضل سلاسل المانجا مبيعًا على الإطلاق.

## ملخص
اصل القصة
في جوجوتسو كايسن، تبعث جميع الكائنات الحية طاقة تسمى الطاقة الملعونة (呪 力, جوريوكو) والتي تنشأ من المشاعر السلبية التي تتدفق بشكل طبيعي في جميع أنحاء الجسم. لا يستطيع الأشخاص العاديون التحكم في هذا التدفق في أجسادهم. ونتيجة لذلك، فقدوا باستمرار الطاقة الملعونة، مما أدى إلى ولادة اللعنات (呪 い، نوروي)، وهي سلالة من الكائنات الروحية التي تتمثل رغبتها الأساسية في إلحاق الضرر بالبشرية.
سحرة الجوجوتسو (呪 術 師، جوجوتسوشي، «معلمون التقنيات الملعونة» أو «السحرة») هم الأشخاص الذين يتحكمون في تدفق الطاقة الملعونة في أجسادهم، مما يسمح لهم باستخدامها كما يحلو لهم وكذلك لتقليل إطلاقها. يمكن للسحرة واللعنات رفيعي المستوى تنقية هذه الطاقة واستخدامها لأداء تقنيات ملعونة (呪 術 式، جوجوتسوشيكي)، والتي تميل إلى أن تكون فريدة للمستخدم أو لعائلته. شكل متقدم من التقنية الملعون هو توسيع المجال (領域 展開، ريويكي تنكاي)، والذي من خلاله يمكن للمستخدم استخدام الطاقة الملعونة لبناء بُعد والذي بدوره يغطي المنطقة المحيطة التي ستكون فيها جميع الهجمات أقوى.
القصة
تدور القصة حول يوجي إيتادوري وهو فتى عبقري ذو بنية جسدية قوية ويتسكع مع نادي الظواهر الخارقة في المدرسة. ذات يوم تتغير حياة يوجي بعد وفاة جده ومقابلته لميغومي فوشيغورو الذي أخبره بأنه يمتلك غرضًا ملعونًا، عندها تتوالى المصائب على يوجي.

## الشخصيات
- ايتادوري يوجي (باليابانية: 虎杖 悠仁)

مؤدي الصوت: جونيا إينوكي.
بطل القصة الأساسي ووعاء سكونا، إيتادوري هو طالب في السنة الأولى في ثانوية جوجوتسو. شخص قوي جسديا طويل القامة وجيد في الرياضات المختلفة وشاب مستعد للتضحية بحياته للتعامل مع الكائنات الشريرة الكامنة حوله. إنه نوع من الاشخاص الذين يهتمون بعمق بكل من حولهم.
- فوشيغيرو ميغومي (باليابانية: 伏黒 恵)

مؤدي الصوت: يوما أوتشيدا.
يعتبر ميغومي فوشيغورو واحد من الشخصيات الرئيسية في سلسلة جوجوتسو كايسن، وهو من سلالة زينين النبيلة وطالب في السنة الأولى في ثانوية جوجوتسو. ميغومي رجل طويل ذو شخصية هادئة إلى حد ما. دائمًا ما يتصرف ببرود، لا شيء يمكن أن يفاجئ ميغومي. إنه يعتقد أن العالم غير عادل وأن سحرة الجوجوتسو مجرد أدوات ستساعد في تنظيف الفوضى.
- ساتورو غوجو (باليابانية: 五条 悟)

مؤدي الصوت: يويتشي ناكامورا.
غوجو ساتورو هو بالتأكيد الشخصية الأكثر شعبية في المسلسل وهو مدرب لـ (يوجي) و (فوشيغورو) و (نوبارا.) يبلغ عمر غوجو 28 عامًا في الانمي.ويعتبر اقوى مستعمل جوجيتسو
- كوغيساكي نوبارا (باليابانية: 釘崎野 薔薇)

مؤدي الصوت: أسامي سيتو.
الشخصية الرئيسية الثالثة في سلسلة جوجوتسو كايسن، نوبارا هي فتاة قصيرة ذات سلوك حاد إلى حد ما. بهذا الشعر البرتقالي، يمكننا أن نقول تقريبًا إنها واحدة من أكثر الفتيات تميزًا في هذه السلسلة. علاوة على ذلك، فإن نوبارا مليئة بالثقة بالنفس، وتتفاخر دائمًا بقدراتها.
- ريومن سوكونا (باليابانية: 宿儺)

مؤدي الصوت: جونيتشي سوابي.
سوكونا هو ملك اللعنات وهو كائن قديم يعاني منه العالم منذ أجيال. يقال في الأسطورة أن سوكونا كان شيطانًا خلال حقبة السحر الأولى، والتي كانت قبل ألف عام.اجتمع مستعملو الجوجيتسو ولكنهم لم يستطيعو تدميره بالكامل ومن هنا جاءت أصابعه العشرين التي من شأنها أن تحافظ على إحيائه من جديد
- باندا (باليابانية パンダ)
- مؤدي الصوت: توموكازو سيكي

من طلاب السنه الثانية في مدرسة الجوجيتسو وهو باندا!

## وسائل الاعلام
الأنمي
تم الإعلان عن أنمي تلفزيوني في العدد 52 من مجلة شونن جمب الأسبوعية الذي نُشر في 25 نوفمبر 2019. مؤلف المانجا غيغي أكوتامي وأعضاء فريق التمثيل الرئيسيين ظهروا في جمب فيستا 20 في 22 ديسمبر 2019. تم إنتاج المسلسل بواسطة مابا (إستديو) وإخراج سيونق هو بارك. كان هيروشي سيكو مسؤولاً عن النصوص، وصمم تاداشي هيراماتسو الشخصيات، وقام هيرواكي تسوتسومي، ويوشيماسا تيروي، وأريسا أوكيهازاما بتأليف الموسيقى. في حين أن الأنمي قد ظهر لأول مرة في البث المباشر على اليوتيوب وتويتر في 19 سبتمبر 2020، تم بثه رسميًا على قناة MBS و TBS's Super Animeism من 3 أكتوبر 2020 إلى 27 مارس 2021. استمر المسلسل لمدة 24 حلقة. من الحلقة 3 فصاعدًا، يشتمل المسلسل على شورتات أنمي قصيرة بعنوان " (呪 術 さ ん ぽ، "نزهة جوجوتسو")، والتي تركز على الحياة اليومية للشخصيات الرئيسية. الاغنية الافتتاحية الاوالى هي "كايكاي كيتان"، الذي تؤديه ايف، في حين أن أغنية النهاية الأولى هو "لوست ان بارادايس. " يؤديه أي ال أي. الاغنية الافتتاحية الثانية هي "فيفيد فايس"، يؤديه هو يا اكستنديد، بينما أغنية النهاية الثانية هي "قيف ات باك"، يؤديه تشو شو نيي.
تم ترخيص الأنمي بواسطة كرانشي رول للبث خارج آسيا. أصدرت كرانشي رول بث للمسلسل باللغات الإنجليزية والإسبانية والبرتغالية والفرنسية والألمانية والعربية والذي تم عرضه لأول مرة في 20 نوفمبر 2020، مع عرض الدبلجة الإنجليزية أيضًا على إتش بي أو ماكس في 4 ديسمبر 2020. ستطلق فيز ميديا المسلسل على الفيديو المنزلي. في جنوب شرق آسيا، قامت ميديا لينك بترخيص المسلسل وبثه على iQIYI في الصين.
مانغا
جوجوتسو كايسن من تأليف ورسم جيجي اكوتامي. بدأت السلسلة في مجلة شونن جمب الأسبوعية التابعة لـ شوئيشا في 5 مارس 2018. وتم جمع فصولها ونشرها بواسطة شوئيشا في مجلدات فردية. تم نشر المجلد الأول في 4 يوليو 2018. تم إصدار خمسة عشر مجلدًا اعتبارًا من 4 مارس 2021. بدأت شوئيشا في نشر المسلسل باللغة الإنجليزية على التطبيق وموقع مانغا بلس في يناير 2019. نشرت فيز ميديا الفصول الثلاثة الأولى لمبادرتها «جمب ستارت». في مارس 2019 أعلنت شركة فيز ميديا عن الإصدار المطبوع للمانغا في أمريكا الشمالية. نُشر المجلد الأول في 3 ديسمبر 2019. اعتبارًا من 1 فبراير 2022، تم إصدار 14 مجلد.
الروايات الخفيفة
تم إصدار روايتين خفيفتين من تأليف بالاد كيتاغوني تحت بصمة جمب جي بوكس. الأول بعنوان جوجوتسو كايسن: الصيف المرتفع والخريف العائد (Jujutsu Kaisen: Iku Natsu to Kaeru Aki)، تم إصداره في 1 مايو 2019. الرواية خفيفة الثانية بعنوان جوجوتسو كايسن: طريق الورود عند الفجر (Jujutsu Kaisen: Yoake no Ibara Michi)، صدر في 4 يناير 2020
الموسيقى
سيتم إصدار الموسيقى التصويرية الأصلية لانمي جوجوتسو كايسن، من تأليف هيرواكي تستسومي ويوشيماسا تيروي واريسا اوكيهازاما، على قرصين مضغوطين في 21 أبريل 2021.
وسائل الإعلام الأخرى
كتاب معجبين بعنوان جوجوتسو كايسن كتاب المعجبين الرسمي (جوجوتسو كايسن كوشيكي فانبوكو)، والذي يحتوي على معلومات حصرية حول السلسلة، وملفات شخصية، وتعليقات المؤلفين، ومقابلة وحوار خاص بين اكوتامي ومؤلف بليتش المانغاكا تايت كوبو، تم نشره بواسطة شوئينشا في 4 مارس 2021

## الجوائز والترشيحات
| قائمة الجوائز والترشيحات | قائمة الجوائز والترشيحات | قائمة الجوائز والترشيحات   | قائمة الجوائز والترشيحات     | قائمة الجوائز والترشيحات | قائمة الجوائز والترشيحات |
| السنة                    | الجائزة                  | الفئة                      | المستلم                      | النتيجة                  | م.                       |
| ------------------------ | ------------------------ | -------------------------- | ---------------------------- | ------------------------ | ------------------------ |
| 2024                     | جوائز كرانشي رول للأنمي  | أنمي العام 2024            | جوجوتسو كايسن - موسم 2       | فوز                      | [ 4 ]                    |
| 2024                     | جوائز كرانشي رول للأنمي  | أفضل سلسلة مستمرة          | جوجوتسو كايسن - موسم 2       | رُشِّح                      | [ 4 ]                    |
| 2024                     | جوائز كرانشي رول للأنمي  | أفضل تحريك                 | جوجوتسو كايسن - موسم 2       | رُشِّح                      | [ 4 ]                    |
| 2024                     | جوائز كرانشي رول للأنمي  | أفضل تصميم شخصيات          | جوجوتسو كايسن - موسم 2       | فوز                      | [ 4 ]                    |
| 2024                     | جوائز كرانشي رول للأنمي  | أفضل مخرج                  | شوتا غوشوزونو                | فوز                      | [ 4 ]                    |
| 2024                     | جوائز كرانشي رول للأنمي  | أفضل تصوير سينمائي         | جوجوتسو كايسن - موسم 2       | فوز                      | [ 4 ]                    |
| 2024                     | جوائز كرانشي رول للأنمي  | أفضل إخراج فني             | جوجوتسو كايسن - موسم 2       | رُشِّح                      | [ 4 ]                    |
| 2024                     | جوائز كرانشي رول للأنمي  | أفضل أنمي أكشن             | جوجوتسو كايسن - موسم 2       | فوز                      | [ 4 ]                    |
| 2024                     | جوائز كرانشي رول للأنمي  | أفضل شخصية مساندة          | غوجو ساتورو                  | فوز                      | [ 4 ]                    |
| 2024                     | جوائز كرانشي رول للأنمي  | أفضل شخصية مساندة          | سوغورو غيتو                  | رُشِّح                      | [ 4 ]                    |
| 2024                     | جوائز كرانشي رول للأنمي  | أفضل أغنية أنمي            | جوجوتسو كايسن - موسم 2       | رُشِّح                      | [ 4 ]                    |
| 2024                     | جوائز كرانشي رول للأنمي  | أفضل شارة بداية            | جوجوتسو كايسن - موسم 2       | فوز                      | [ 4 ]                    |
| 2024                     | جوائز كرانشي رول للأنمي  | أفضل أداء صوتي - اليابانية | يويتشي ناكامورا (مؤدي أصوات) | فوز                      | [ 4 ]                    |
| 2025                     | جوائز كرانشي رول للأنمي  | أفضل اداء صوتي - الهندية   | لوهيت شارما                  | فوز                      | [ 5 ]                    |

## روابط خارجية
- الموقع الرئيسي لمانجا جوجوتسو كايسن
- الموقع الرئيسي لجوجوتسو كايسن باليابانية
- جوجوتسو كايسن على موقع ANN manga (الإنجليزية)